# Михайлов, Владимир Анатольевич
Михайлов Владимир Анатольевич (15 июня 1960, Боровичи, Россия) — советский и российский ювелир, художник-камнерез православных образов и символов, работающий с благословения Церкви с 1983 года.

## Биография
Владимир Михайлов родился 15 июня 1960 года в городе Боровичи Новгородской области.
В 1978 году окончил Боровичский индустриальный техникум, по специальности фрезеровщик. Окончив 2-х годичный курс по специальности механика, Владимир пошёл на военный завод Комета, где осваивал работу с материалом.
С 1978 по 1980 года был на службе в армии на Кольском полуострове. Поступил на службу в качестве механика-водителя, но последний год проходил полковым художником-оформителем в доме офицеров, и, вернувшись на завод, он также перешёл на должность художника-оформителя. Начал посещать семинары для самобытных художников. Куратором у Владимира был московский мастер Н. М. Ротанов, который воспитал в будущих художниках вкус к искусству, научил их композиции и художественной технике.
В 1983 году на одном из семинаров Владимир Михайлов создал свой первый крест из камня.
Работе на заводе Владимир Михайлов отдал 25 лет, и, отработав пенсионный стаж, полностью занялся прикладным искусством.
С 2004 года Владимир Михайлов начал работать с драгоценными металлами. В своих изделиях он пытается возродить передаваемую из поколения в поколение Псковскую и Новгородскую художественную технику изображения православных духовных образов, зародившуюся во XII-XIII вв. Сейчас в коллекции насчитывается более 400 ювелирных изделий.
Многолетняя дружба и совместная работа связывает Владимира Михайлова с отцом Федором Конюховым. Вдохновленный мужеством и силой духа отца Федора, Михайлов создал для путешественника священнический «морской» крест и настольную композицию, включающую фрагмент камня, привезенного Конюховым с мыса Горн. Позже Владимиру Михайлову было доверено изготовление каменного православного креста для экспедиции путешественника на дно Марианской впадины, а также креста и панагии для памятника Святителю Николаю Чудотворцу Мысгорновскому, установленному Федором Конюховым в городе Мурманске. В 2019 году Михайлов преподносит путешественнику 40-килограммовую работу, выполненную из камня доломита. Мастер изобразил на ней лодку Акрос, рассекающую земной шар с инициалами ФК, реющий над ним российский триколор и раскинувшего крылья двуглавого орла.

## Творчество

Самый маленький календарь православных праздников

В 2007 году Владимир создает миниатюрный календарь православных праздников размером с пятирублевую монету. На создание календаря из 7 страниц, оклада, переплета, замка и подставки из чистого золота у мастера ушло 4 месяца.
Размер календаря: 25х27х10 мм.
Вес календаря: 123,73 г.
Самая маленькая буква: 0,4×0,8 мм.

## Признание
В 1983 году Владимир Михайлов получил благословение митрополита Ленинградской Епархии, Патриарха Московского и Всея Руси Алексия II.
Среди поклонников творчества Владимира — Королева Испании София и американский киноактер Микки Рурк. Работы Владимира хранятся в церквях и частных коллекциях по всему миру.
В 2019 году Владимир Михайлов был избран Почетным членом Российской академии художеств.

## Выставки и награды
Участие в российских и международных выставках:
- Февраль 2009 — фестиваль в Венеции в рамках проекта «Культурная миссия. Санкт-Петербург — Венеция»
- 31 марта — 3 апреля 2011 — ежегодная крупнейшая европейская выставка современного искусства ART MONACO’11.
- 13-21 мая 2011 — придворная выставка каннского кинофестиваля ART AFFAIR Cannes’11.
- 19-24 июля 2011 — выставка «Artistes du Monde» («Артисты мира»). Канны, Франция[8][9] .
- 26-30 Сентября 2011 — «Русский вечер в Милане» в рамках программы «Города-партнёры. Санкт-Петербург — Милан».
- 15 декабря 2011 — рождественский вечер в Посольстве Российской Федерации в Швейцарии, Берн.
- Декабрь 2011 — рождественский прием в поместье Отто фон Бисмарка. Стендаль, Германия.
- 8-15 марта 2012 — всемирная ювелирно-часовая выставка BaselWorld 2012. Базель, Швейцария[10][11].
- 5-8 апреля 2012 — ежегодная европейская выставка искусства ART MONACO’12.
- 14-19 апреля 2012 — Дни Российской Культуры, Фестиваль Российского кино, Вручение Международной премии «Древо Жизни». Баден-Баден, Германия.
- 17-22 Мая 2012 — Фестиваль Российского Искусства «Летний сад искусств». Бари, Италия.
- 25 сентября 2012 — «Русский вечер в Милане» в рамках программы «Города-партнёры. Санкт-Петербург — Милан».
- 27-29 сентября 2013 — Суворовские дни, приуроченные к годовщине Швейцарского похода Суворова. Андерматт, Беллинцона, Лугано, Швейцария.
- декабрь 2013 - первая персональная выставка Владимира Михайлова в Центральный Дом Художника[12].
- декабрь 2014 - персональная выставка в Базилика Святого Николая Бари, Италия.
- 16-22 мая 2015 - IX Фестиваль российского искусства «Летний сад искусств». Бари, Италия
- Сентябрь 2015 – II Евразийский женский форум, Россия, Санкт-Петербург
- Февраль 2016 – Международная выставка ювелирных изделий и  часов Inhorgenta Munich 2016, Германия, Мюнхен
- Апрель-май 2016 – персональная выставка «Православные традиции в XXI веке. Владимир Михайлов» во Всероссийском музее декоративно-прикладного искусства, Россия, Москва
- Май 2016 – X Фестиваль российского искусства, Италия, Бари
- Октябрь 2016 – VII Международная научная конференция "Актуальные проблемы теории и истории искусства", Россия, Санкт-Петербург
- Октябрь-ноябрь 2017 – выставка мастеров православных и декоративно-прикладных искусств «Единство и вера» в Государственном Кремлёвском дворце, Россия, Москва
- Март 2018 – Международная ювелирная выставка HKTDC - Hong Kong International Jewellery Show, Гонконг
- Июнь 2018 – Международная выставка ювелирных изделий и часов JCK Las Vegas, США, Лас-Вегас
- Январь 2018 – Выставка современного православного искусства «Рождественские традиции» в рамках XXVI Международных рождественских образовательных чтений в Храме Христа Спасителя, Россия, Москва
- Февраль-март 2019 – 36-я Международная ювелирная выставка HKTDC - Hong Kong International Jewellery Show, Гонконг
- Апрель 2019 – Антикварный салон Russian Antique & Art Fair в Центральном выставочном зале «Манеж», Россия, Москва

Призы и награды:
- Диплом «Эксклюзив 2006» в номинации «Лучший символ духовности»
- Приз XII, XIII Всероссийского конкурса ювелиров «Признание Петербурга» в номинации «Предметы религиозного культа», Международный форум ювелирной индустрии Junwex Петербург 2007, 2008;
- Первое место IV Всероссийского конкурса ювелиров «Золотой Меркурий» в номинации «Каноны и традиции» (Всероссийская ювелирная выставка «Питер-Ювелир»)
- Благодарность от Министра культуры Российской Федерации за большой вклад в культуру в рамках выставки православного искусства «Патриарх Возрождения» 2009
- Специальный приз АРТ Монако 2011[13][14][15]
- Почетный знак Мемориального фонда Карла Фаберже «150 лет Михаилу Перхину» за выдающийся вклад в развитие российского ювелирного искусства
- Почетный знак Мемориального фонда Карла Фаберже «Орден Франца Петровича Бирбаума» за выдающийся вклад в развитие ювелирного искусства, многолетнюю деятельность по пропаганде творческого наследия Карла Фаберже, воспитание молодых ювелиров
- Первая премия XIII Всероссийского конкурса ювелиров «Лучшие украшения в России» в номинации «Культовые произведения» в рамках Международной выставки ювелирных и часовых брендов «JUNWEX Москва» (2017)
- Орден Памяти, учрежденный Черногорской-Приморской Церковью (2018)